# Софиевский сельский совет (Харьковская область)
Софиевский сельский совет — входит в состав Близнюковского района Харьковской области Украины.
Административный центр сельского совета находится в селе Софиевка Первая.

## История
- 1924 — дата образования.
- После 17 июля 2020 года в рамках административно-территориальной реформы по новому делению Харьковской области[2][3] данный сельский совет, как и весь Близнюковский район Харьковской области, был упразднён; входящие в совет населённые пункты и его территории присоединены к … территориальной общине Лозовского(?) района.
- Сельсовет просуществовал 96 лет.

## Населённые пункты совета
- село Софиевка Первая
- село Зубово
- село Марьевка
- село Новомарьевка
- село Новосёловка
- село Раздоловка
- село Рудаево

### Ликвидированные населённые пункты
- село Выселок